# 천막벌레나방
천막벌레나방(학명: Malacosoma neustria 말라코스마 네우스트리아[*], lackey moth)은 솔나방과에 속하는 나방이다. 칼 폰 린네가 자신의 1758년 책 《자연의 체계 제10권》에 처음 기술하였다.
원산지는 브리튼 제도 남부 및 중부 유럽이다.
천막벌레나방의 애벌레는 주황색과 하얀색 띠가 있는, 푸른빛이 감도는 갈색을 띠며 큰키나무나 작은키나무에 견사를 둘러 쳐서 지은 집으로 몸의 온도를 조절한다.

## 아종
- M. n. neustria
- M. n. flavescens Grünberg, 1912 (모로코, 알제리)
- M. n. formosana Matsumura, 1932 (타이완)

## 분포 및 생태
천막벌레나방은 유럽, 아시아, 북아프리카에 넓게 분포한다. 서식지는 삼림 외곽, 덤불 초지, 관목림, 생울타리, 길가 변두리이다. 주 먹이는 사과, 배, 자두, 수양버들, 서어나무, 라임, 참나무류이다.

### 생활환
천막벌레나방의 난괴는 고리 모양의 띠를 이루며, 늦은 여름에 애벌레들이 겨울을 날 수 있는 기주 나무의 가지 위에 산란한다. 부화한 애벌레는 무리지으며 실을 자아내 그물 천막을 친자. 애벌레는 나무의 어린 잎사귀를 먿으며 몇 번의 탈피를 거쳐 몸이 커진다. 애벌레는 번데기가 될 시기가 오면 땅 위로 떨어져 탈피할 준비를 마치며, 번데기가 나무 아래에서 자라는 식물들의 잎들 사이에 끼워진 채로 형성된다. 영국과 독일에서의 비행 시기는 6~8월이다.

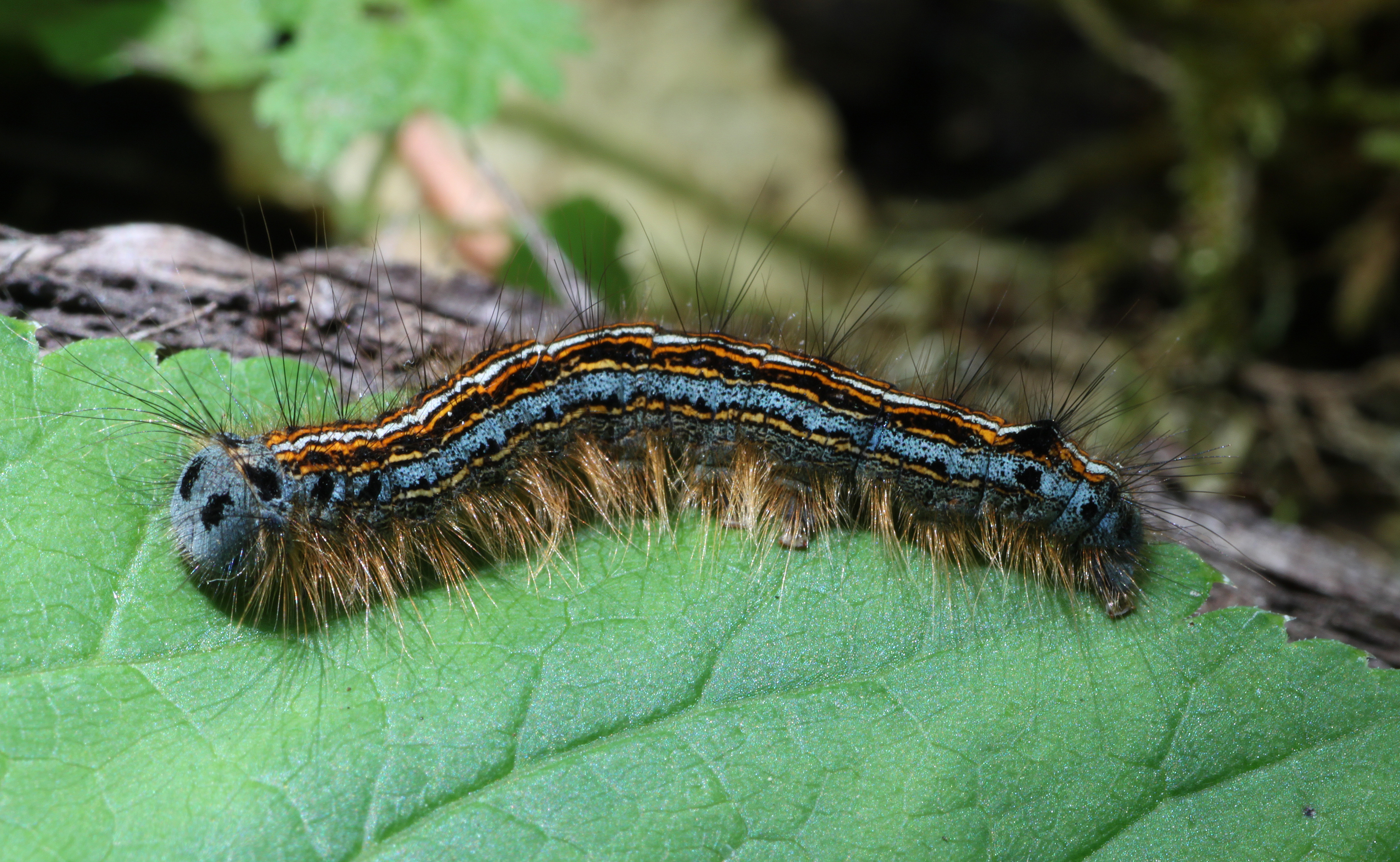
애벌레. 독일 울름 어밍겐.
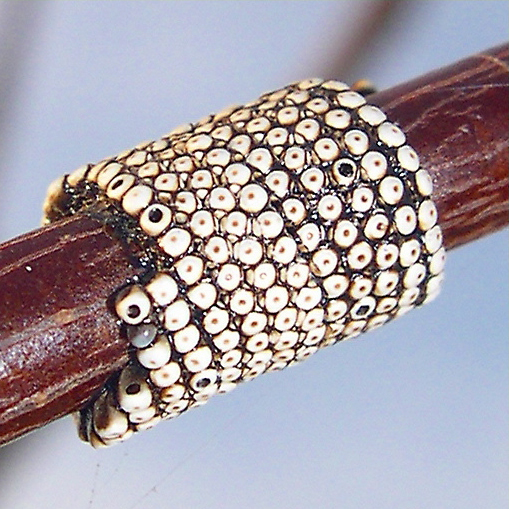
알들